# Lake Timiskaming
Lake Timiskaming (engelska) eller Lac Témiscamingue (franska) är en sjö i Kanada. Den ligger i Ottawafloden på gränsen mellan provinserna Ontario och Québec, i den sydöstra delen av landet, 300 km nordväst om huvudstaden Ottawa. Lake Timiskaming ligger 180 meter över havet.
Ville-Marie är den största orten vid sjön[källa behövs]. Ottawafloden flyter genom sjön.